# Caló de s'Alga
Caló de s'Alga és una petita platja situada al davall dels edificis Siesta al municipi de Santa Eulària des Riu, Eivissa.

## Característiques
Caló de s'Alga és una platja petita, té uns 110 metres de longitud i de 10 a 12 metres d'amplada. La seva arena és fina, amb una coloració torrada amb zones de roca i pedra de colors diversos (marró, vermella i color crema) les aigües són tranquil·les i cristal·lines. A més a l'hivern hi ha una gran quantitat de restes de Posidònia que mantenen l'arena de la platja.
Aquesta platja està situada a les coordenades geogràfiques 38'58'30.43 N i 1'31'51.43 E.
En aquest lloc, es pot accedir amb cotxe, amb aparcament inclòs on poder deixar-lo. També hi ha hotels i apartaments a prop per passar un temps. Una vegada has arribat a la platja hi ha hamaques per poder prendre el sol i al costat un establiment de restauració.

## Com arribar-hi
Per la carretera P 810 des d'Eivissa fins a Santa Eulària, i en la primera rotonda del municipi trencar cap a la dreta direcció cala Llonga. Després agafar el desviament cap a Siesta i tot recte fins a la platja.